# Dugesia astrocheta
Dugesia astrocheta és una espècie de triclàdide dugèsid que habita a l'aigua dolça del Congo. La distinció entre aquesta espècie i D. sicula no està clara.

## Morfologia interna
La morfologia interna de D. astrocheta és molt similar a la de D. sicula. Només es diferencien en la presència de músculs transversals a la regió ventral del cos. Aquesta musculatura, dorsal a les cordes nervioses i ventral a l'intestí, és abstent a D. astrochaeta i present a D. sicula.
Els testicles de D. astrocheta s'estenen des de l'alçada dels ovaris fins al final de la cua.